# Keisuke Kurouji
Keisuke Kurouji (黒氏 啓介 Kurouji Keisuke?), född 6 april 1991 i Chiba prefektur, är en japansk fotbollsspelare.
Kurouji började sin karriär 2014 i YSCC Yokohama. Han spelade 12 ligamatcher för klubben. Han avslutade karriären 2015.